# موتور عشایری شماره ۲۸ مهدی صادقی
موتور عشایری شماره ۲۸ مهدی صادقی یک منطقهٔ مسکونی در ایران است که در دهستان وکیل‌آباد واقع شده‌است. موتور عشایری شماره ۲۸ مهدی صادقی ۲۴ نفر جمعیت دارد.